# Cube Entertainment
Cube Entertainment (hangul: 큐브 엔터테인먼트) – południowokoreańska wytwórnia płytowa założona 29 sierpnia 2006 roku przez Hong Seung-sunga i Shin Jung-hwa jako Playcube. 17 września 2013 roku firma nawiązała strategiczny sojusz z iHQ. Spółkami zależnymi firmy są Music Cube, Cube DC, Cube Entertainment Japan oraz Starline Entertainment. Dystrybutorem wytwórni jest głównie Kakao M.
Do agencji należą tacy artyści jak Jang Hyun-seung, BtoB, Roh Ji-hoon, CLC oraz Pentagon.

## Artyści
Wszyscy artyści pod Cube Entertainment znani są zbiorczo pod nazwą United Cube, podobnie do SM Town i YG Family.

### Muzycy
| Grupy - BtoB - CLC - Pentagon - (G)I-DLE - Lightsum Grupy projektowe - OG SCHOOL PROJECT (zarządzany z Starship Entertainment) Podgrupy - Trouble Maker - BTOB Blue | Soliści - Jo Kwon - Jang Hyun-seung - Lee Chang-sub - Jung Il-hoon - Jeon So-yeon - Yoo Seon-ho |

### Aktorzy
- Choi Dae-hoon (od 2016)
- Na Jongchan (od 2015)
- Lee Min-hyuk
- Park Minha (od 2015)
- Seo Woo (od 2016)
- Yook Sung-jae
- Jung Il-hoon
- Choi Yu-jin
- Yeo One
- Wooseok
- Hui

### Artyści
- Kim Kiri (od 2012)
- Heo Kyung-hwan (od 2016)

| - Bickssancho - Choi Kyu-wan (DAVII) - Ferdy - Seo Jae-woo - Seo Yong-bae - Son Yongjin - Jo Sung-ho - Kwon Seok Hong - Jae Bin Shin - Im Sang-Hyuk - Jeon Da-woon - Cho Sung-Hoon - Jerry Lee - Kang Dongha | - Lim Hyun-sik - Jung Il-hoon - Lee Chang-sub - Lee Min-hyuk - Peniel - Jang Yeeun - Hui - Kino - Wooseok - Yuto - Jeon So-yeon |

## Spółki zależne

### Starline Entertainment
Starline Entertainment jest spółką zależną wytwórni Cube Entertainment.
- Wax

## Byli artyści
- Rain (2013–2015)
- G.NA (2010–2016)
- 4minute (2009–2016)
  - Nam Ji-hyun (2009–2016)
  - Heo Ga-yoon (2009–2016)
  - Jeon Ji-yoon (2009–2016)
  - Kwon So-hyun (2009–2016)
  - HyunA (2008–2018)[4]
- 2Yoon (2013–2016)
- Beast (2009–2016)
- M4M (2013–2015; nieaktywny)
- Shin Ji-hoon (2013–2017)
- Roh Ji-hoon (2011–2017)
- Choi Dae-hoon (2016–2017)
- Pentagon
  - E'Dawn (2016–2018)
- Jo Woo-chan (2017–2019)
- A Train To Autumn (2018–2020)
- CLC
  - Sorn (2015–2021)
  - Elkie (2016–2021)
- (G)I-DLE
  - Soojin (2018–2021)